# Las Palmeras (Argentina)
Las Palmeras es una localidad argentina ubicada en el departamento San Cristóbal de la provincia de Santa Fe. Se encuentra sobre la ruta nacional 34, la cual constituye su principal vía de comunicación vinculándola al norte con Ceres y al sur con Sunchales.
La villa nació cuando 30 judíos rusos en 1904 llegaron a la zona estableciendo una colonia en el lugar. Cada colono recibió 75 hectáreas de parte de la Jewish Colonization Association. En sus comienzos la presencia judía era casi total, pero luego fue reduciéndose a una mínimia expresión. En 1910 se instaló una sede de la "Mutua Agrícola Ltda. de Moisés Ville", también contó  con sinagoga, biblioteca y salón social. El templo católico recién sería construido en 1950. Se supone que el éxodo  judío comenzó en 1948 con una grave sequía. La última vez que su sinagoga abrió fue en 1970.
Su sinagoga es monumento histórico provincial, en 2013 se anunció la restauración de la misma.

## Población
Cuenta con 685 habitantes (Indec, 2010), lo que representa un descenso frente a los 707 habitantes (Indec, 2001) del censo anterior.
| Gráfica de evolución demográfica de Las Palmeras entre 1991 y 2010 |
|                                                                    |
| Fuente: Censos nacionales del INDEC                                |

## Personalidades
- Baruch Tenembaum